# Uwe Laub

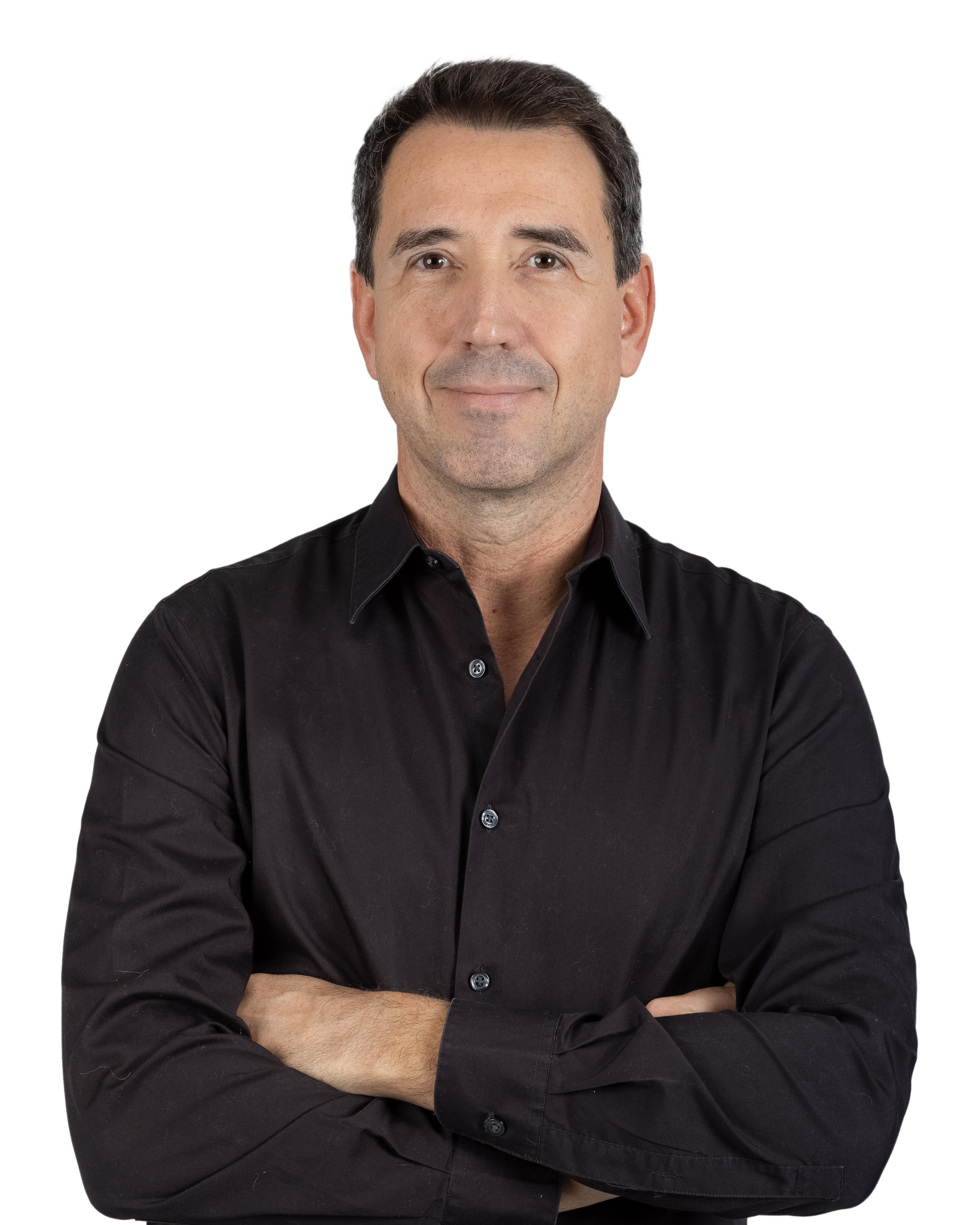
Uwe Laub (2024)

Uwe Laub (geboren 13. April 1971 in Timișoara, Rumänien) ist ein deutscher Autor von Wissenschafts- und Umwelt-Thrillern.

## Leben
Laub war zwei Jahre alt, als seine Eltern mit ihm aus Rumänien nach Deutschland zogen. Laub arbeitete zwei Jahre als Market Maker an der Deutschen Terminbörse, danach mehrere Jahre im Pharma-Außendienst, seit 2010 führt er das Familienunternehmen (Pharma-Dienstleister) eigenständig. 
Für seine Wissenschaftsthriller recherchiert er intensiv. Sein Roman Sturm schaffte es auf Platz 14 der Spiegel-Bestseller-Liste.
Laub ist Mitglied im Autorenclub „Die fetten Dichter“ sowie in der internationalen „Climate Fiction Writers League“ und der „Florida Writers Association“. Zudem ist er Initiator und Gründer des gemeinnützigen Vereins „Climate Fiction Writers Europe e.V.“.
Er ist verheiratet und hat eine erwachsene Tochter. Sein Roman Sturm wurde 2019 ins Estnische übersetzt und 2024 ins Englische.

## Werke

### Bücher
- 2024: Blaues Gold, Heyne, München, ISBN 978-345-342845-4
- 2021: Dürre, Heyne, München, ISBN 978-3-453-44118-7
- 2020: Leben, Heyne, München, ISBN 978-3-641-23513-0
- 2018: Sturm, Heyne, München, ISBN 978-3-641-19115-3 (übersetzt ins Estnische 2019 als Torm, Verlag Ühinenud Ajakirjad, ISBN 978-9949-631-81-0, übersetzt ins Englische als Storm, Verlag Auguste Crime, ISBN 978-1685770099).
- 2014: The Wall, E-Book im Selbstverlag gemeinsam mit Thomas Thiemeyer, Boris von Smercek, Rainer Wekwerth, Oliver Kern, Hermann A. Oppermann
- 2013: Blow out, Ullstein, Berlin, ISBN 978-3-8437-0643-8

### Hörbücher
- 2024: Blaues Gold, der Hörverlag, 720 min., ungekürzt, gelesen von Achim Buch, ISBN 978-3-8445-5106-8
- 2021: Dürre, der Hörverlag, 667 min., ungekürzt, gelesen von Achim Buch, ISBN 978-3-8445-4485-5
- 2020: Leben, der Hörverlag, 604 min., ungekürzt, gelesen von Achim Buch, ISBN 978-3-8445-3908-0
- 2018: Sturm. der Hörverlag, 587 min., ungekürzt, gelesen von Stefan Kaminski, ISBN 978-3-8445-2834-3

### Kurzgeschichten
2022: Nach der Flut in der Anthologie Einmal kurz die Welt retten, Herausgeber Jennifer B. Wind, Gmeiner Verlag, ISBN 978-3839201282
2024: Das Böse vor deiner Tür: Unheimliche Geschichten, Herausgeber Wulf Dorn und Iver Niklas Schwarz, dtv Verlag, ISBN 978-3423220729.

## Auszeichnungen
- Nominierung Sturm als Bester Deutscher Roman 2019 des Deutschen Phantastik Preis[7]